# أدينيا هوندالا
أدينيا هوندالا المعروف أيضاً باسم هوندالا، هو نبات متسلق خشبي كبير درني، يتواجد في شبه القارة الهندية، وسريلانكا، وفي جنوب شرق آسيا.

## الاستخدام
تستخدم الدرنة والفاكهة كعلاجات عشبية، ويستخدم النبات كعلاج للدغات الثعابين.
تتغذى يرقات عدة أنواع من الفراشات على هذا النبات مثل كوستر أسمر والمقص والطراد.

## الوصف
- هو نبات متسلق ينمو من درنة كبيرة غير منتظمة الشكل والسيقان الخشبية كثيفة متدافعة عند العقد.

- الأوراق متعاقبة، ينمو من كل عقدة محلاق تحمل الأزهار، الأوراق كبيرة وعميقة ومقسمة إلى ثلاثة أو خمسة فصوص.

- الزهور بيضاء مخضرة أو بيضاء مزرقة.[4]

- الثمرة عبارة عن كبسولة مقسمة إلى ثلاثة صمامات ذات قشرة صلبة ومملوءة بالبذور ومحاطة بحبوب بيضاء لحمية

وكروية خضراء في البداية، ثم تتحول إلى اللون البرتقالي عندما تنضج، وهي سامة.

## البيئة والانتشار
موطن هذا النبات هو جنوب شرق آسيا الاستوائية وفيتنام والجزء الجنوبي الغربي من الهند وسريلانكا. 

## الاستخدام الطبي
- يمكن طهي البراعم الصغيرة وسيقان الأوراق وأكلها.

- الدرنات السامة لها خصائص مضادة للجراثيم ومضادة للميكروبات وتستخدم في الطب الهندي القديم لعلاج اضطرابات الجلد وعلاج الفتق.[6]

- تُستخدم البذور لمكافحة آثار السم.

- تُستخدم الدرنات في صنع  بعض الأدوية.

- يُستخدم النبات أيضاً ضد لدغات الثعابين.ثمار نبات أدينيا هوندالا أوراق نبات أدينيا هوندالا

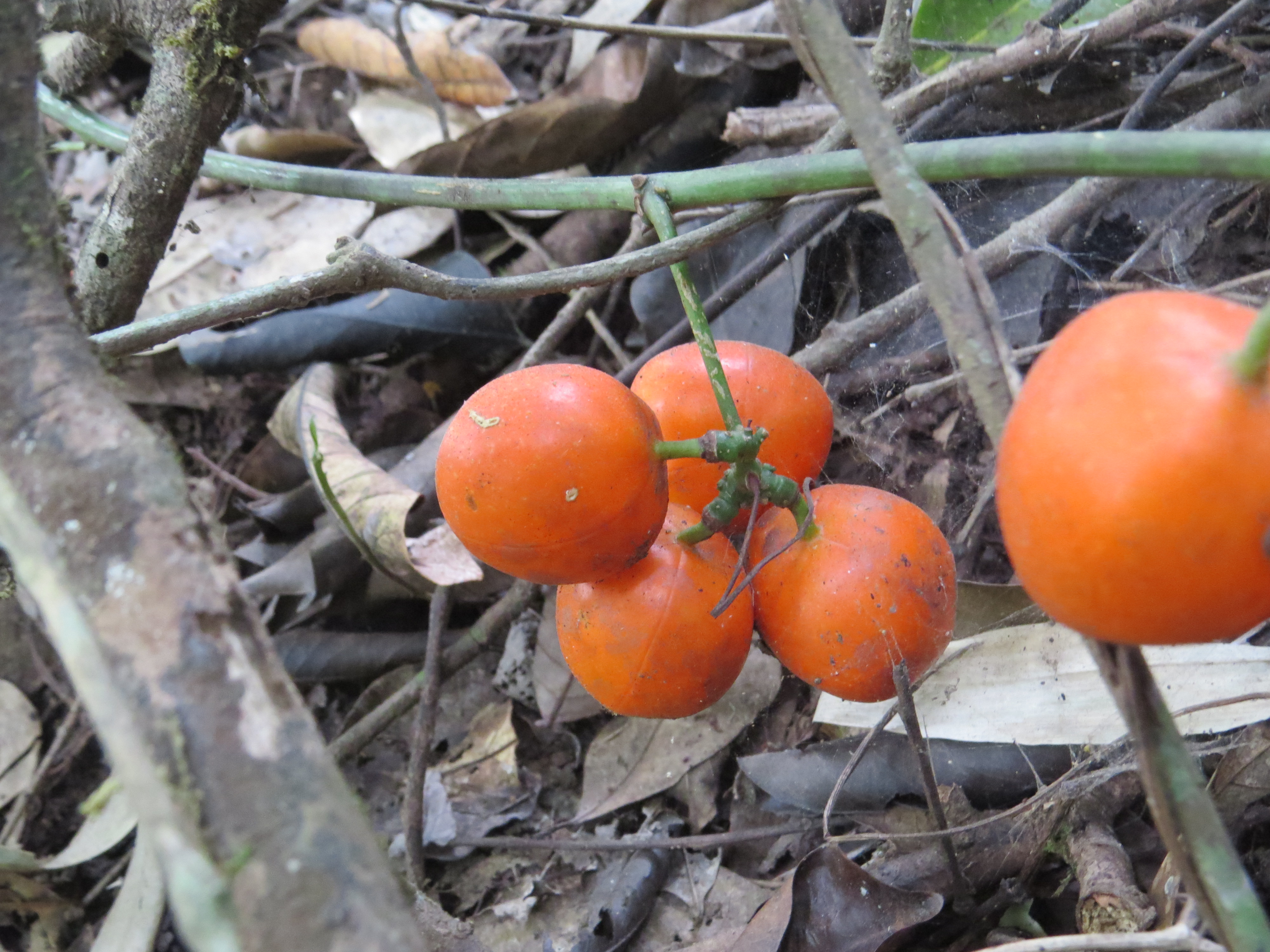
ثمار نبات أدينيا هوندالا

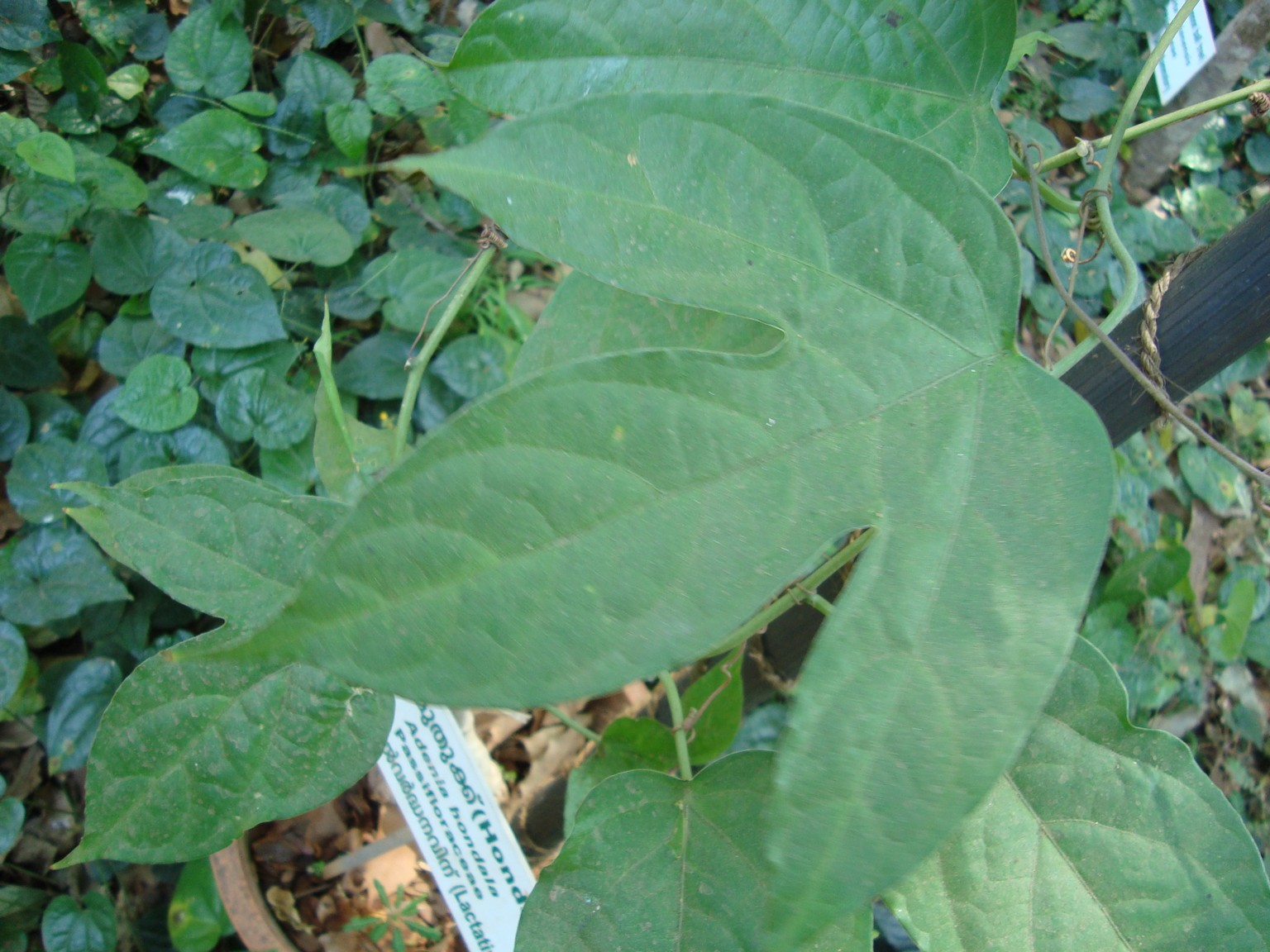
أوراق نبات أدينيا هوندالا